# Nezumia toi
Nezumia toi es una especie de pez de la familia Macrouridae en el orden de los Gadiformes.

## Hábitat
Es un pez de aguas profundas que vive entre 913-997 m de profundidad.

## Distribución geográfica
Se encuentran en Nueva Zelanda.